# Clotrimazole
Clotrimazole, được bán dưới tên thương mại là Canesten cùng với một số những tên khác, là một loại thuốc kháng nấm. Chúng được sử dụng để điều trị nhiễm trùng nấm âm đạo, nấm miệng, phát ban tã, bệnh nấm lang ben và các loại nấm ngoài da bao gồm bệnh chân vận động viên và nấm bẹn. Thuốc này có thể sử dụng dưới dạng uống hoặc có dạng kem để bôi cho da hoặc trong âm đạo.
Các tác dụng phụ thường gặp khi dùng qua đường miệng bao gồm buồn nôn và ngứa. Nếu sử dụng ở dạng bôi thì các tác dụng phụ thường gặp ở da là đỏ và rát. Trong thai kỳ, sử dụng thuốc trên da hoặc trong âm đạo được cho là an toàn Không có bằng chứng về tác hại nếu sử dụng qua đường miệng trong khi mang thai nhưng điều này không được nghiên cứu nhiều. Khi được sử dụng dưới dạng uống, những người có vấn đề về gan cần thận trọng hơn. Thuốc này được xếp vào nhóm thuốc azole và hoạt động bằng cách phá vỡ màng tế bào.
Clotrimazole được phát hiện vào năm 1969. Nó nằm trong danh sách các thuốc thiết yếu của Tổ chức Y tế Thế giới, tức là nhóm các loại thuốc hiệu quả và an toàn nhất cần thiết trong một hệ thống y tế. Chúng có sẵn dưới dạng thuốc gốc. Chi phí bán buôn ở các nước đang phát triển tính đến năm 2014 là 0,20–0,86 USD/20 gram thuốc bôi. Tại Hoa Kỳ, một quá trình điều trị thường có giá dưới 25 USD.